# Lượng từ với mọi
Trong logic toán học, lượng từ với mọi hay lượng từ phổ dụng là một loại lượng từ, một hằng logic ký hiệu cho "với bất kỳ" hay "với mọi". Nó biển thị rằng một mệnh đề được giữ bởi mọi phần tử thuộc miền biện luận.
Lượng từ này thường được ký hiệu bởi hình chữ A đảo ngược (∀) . Khi sử dụng kèm với một biến vị từ, lượng từ với mọi được ký hiệu như sau ("∀x", "∀(x)"). Lượng từ với mọi khác với lượng từ tồn tại ("Có tồn tại"), lượng từ tồn tại chỉ quan tâm đến tính chất hoặc quan hệ thỏa mãn bởi ít nhất một phần tử thuộc miền.
Ký hiệu lượng từ với mọi được mã hóa là U+2200 ∀ FOR ALL trong Unicode, hay là \forall trong LaTeX và các trình soạn thảo toán học khác.

## Cơ bản
Giả sử ta có câu sau
2·0 = 0 + 0, và 2·1 = 1 + 1, và 2·2 = 2 + 2, vân vân.
Đây có vẻ giống với một mệnh đề với phép hội bởi vì ta sử dụng liên tục từ "và". Tuy nhiên từ "vân vân" không thể dùng làm phép hội trong logic mệnh đề. Do đó, câu trên phải được sửa như sau:
Với mọi số tự nhiên n, ta có 2·n = n + n.
Câu trên có giá trị chân lý đúng, vì ta có thể thay bất kỳ số tự nhiên nào cho n mà phát biểu "2·n = n + n" vẫn đúng. Ngược lại thì câu sau,
Với mọi số tự nhiên n, ta có 2·n > 2 + n
là sai là vì nếu n được thay bởi 1 thì mệnh đề "2·1 > 2 + 1" là sai. Ta chỉ cần một ví dụ phản chứng để chứng minh lượng từ với mọi sai.
Mặt khác nếu ta thay câu trên thành,
Với mọi hợp số n, ta có 2·n > 2 + n
thì câu này đúng bởi không có phản chứng nào là hợp số cả. Điều này cho thấy tầm quan trọng của miền biện luận, tức là việc chọn ra các giá trị hay đối tượng mà n có thể lấy. Cụ thể hơn nếu miền biện luận bị giới hạn chỉ bao gồm các đối tượng thỏa mãn mệnh đề nào đó, thì vị từ đang xét phải đi kèm thêm phép kéo theo. Lấy ví dụ, câu "
Với mọi hợp số n, ta có 2·n > 2 + n
" tương đương với
Với mọi số tự nhiên n, nếu n là hợp số, thì 2·n > 2 + n.

### Ký hiệu
Trong logic bậc nhất, ký hiệu lượng từ với mọi {\displaystyle \forall } (chữ  "A" đảo ngược trong phông chữ sans-serif, Unicode U+2200) được dùng để biểu thị cho lượng từ với mọi. Lần đầu được dùng bởi Gerhard Gentzen trong 1935, tương đương với ký hiệu lượng từ tồn tại {\displaystyle \exists } của Giuseppe Peano cho lượng từ tồn tại và sau đó được sử dụng trong công trình của Bertrand Russell.
Lấy ví dụ, nếu P(n) làm vị từ "2·n > 2 + n" và N là tập các số tự nhiên n, thì
{\displaystyle \forall n\!\in \!\mathbb {N} \;P(n)}
là câu (có giá trị chân lý sai) sau:
"với mọi số tự nhiên n, ta có 2·n > 2 + n".
Tương tự, nếu Q(n) là vị từ "n là hợp số", thì
{\displaystyle \forall n\!\in \!\mathbb {N} \;{\bigl (}Q(n)\rightarrow P(n){\bigr )}}
là câu sau:
"với mọi số tự nhiên n, nếu n là hợp số, thì 2·n > 2 + n".

## Các tính chất

### Phủ định
Phủ định của lượng từ với mọi có được bằng cách thay lượng từ với mọi sang lượng từ tồn tại rồi phủ định mệnh đề đang xét. Nghĩa là, 
{\displaystyle \lnot \forall x\;P(x)\quad {\text{tương đương với}}\quad \exists x\;\lnot P(x)}
trong đó {\displaystyle \lnot } ký hiệu phép phủ định.
Để lấy ví dụ nếu P(x) là vị từ "x đã cưới", và tập X là tập tất cả các người đang sống thì lượng từ với mọi được dùng như sau:
Với bất cứ ai đang sống x, người đó đã cưới
được viết thành
{\displaystyle \forall x\in X\,P(x)}
Câu trên sai, do đó phải viết thành
Không phải bất cứ ai đang sống x, người đó đã cưới
hay là:
{\displaystyle \lnot \ \forall x\in X\,P(x)}.
Nếu P(x) không đúng với mọi phần tử thuộc X, thì phải có ít nhất một phần tử khiến cho vị từ sai. Tức là phủ định của {\displaystyle \forall x\in X\,P(x)} tương đương với "Tồn tại một người đang sống x chưa cưới", hay:
{\displaystyle \exists x\in X\,\lnot P(x)}
Không được nhầm lẫn giữa "mọi người đều không cưới" (nghĩa là "không có ai đã cưới") với "không phải mọi người đều đã cưới" (nghĩa là "có người chưa cưới"):
{\displaystyle \lnot \ \exists x\in X\,P(x)\equiv \ \forall x\in X\,\lnot P(x)\not \equiv \ \lnot \ \forall x\in X\,P(x)\equiv \ \exists x\in X\,\lnot P(x)}